# Джандиери, Ирина Александровна
Ирина Александровна Джандиери (род. 10 ноября 1940, Поти) — советская грузинская балерина. Народная артистка Грузинской ССР (1976).

## Биография
Родилась в 1940 году в Поти. Окончила Тбилисское хореографическое училище.
С 1956 года — балерина в балетной труппе Грузинского театра оперы и балета имени Палиашвили под руководством Вахтанга Чабукиани.
Исполняла партии: Партии: Одетта-Одилия («Лебединое озеро» П. И. Чайковского,), Мирта («Жизель» Адольфа Адана), Лауренсия («Лауренсия» Крейна), Франческа («Франческа да Римини» П. И. Чайковского), Зима («Времена года» Антонио Вивальди) и другие.
Снялась в фильме «Жил певчий дрозд» (1970) исполнив роль Лии, балерины.
Лауреат третьей премии и бронзовой медали I-го Международного конкурса артистов балета в Москве (1969).
Участвовала в гастролях за рубежом. Лауреат третьей премии Международного конкурса артистов балета в Варне (1972).
В 1976 году удостоена звания Народной артистки Грузинской ССР.
В 1999 году награждена орденом Чести 